# Андреевка (Сараевский район)
Андреевка — деревня в Сараевском районе Рязанской области России, входит в состав Алексеевского сельского поселения.

## Географическое положение
Деревня расположена на берегу реки Пара в 1,5 км на запад от центра поселения села Алексеевка и в 38 км на юго-восток от райцентра посёлка Сараи.

## История
В 1854 году усердием гвардии подполковника Алексее Петровича Мосолова в селе была построена деревянная Спасская церковь. Одновременно с церковью построена была и колокольня. 
В XIX — начале XX века село входило в состав Андреевской волости Сапожковского уезда Рязанской губернии. В 1906 году в селе было 34 дворов.
С 1929 года село являлось центром Андреевского сельсовета Сараевского района Рязанского округа Московской области, с 1937 года — в составе Рязанской области, с 1957 года — в составе Алексеевского сельсовета, с 2005 года — в составе Алексеевского сельского поселения.

## Население
| 1859 | 1906 | 2010 |
| ---- | ---- | ---- |
| 381  | ↘233 | ↘78  |